# Forniellas
Forniellas  (en eonaviego, Fornieḷḷas) es una aldea perteneciente a la parroquia de Besullo, en el concejo de Allande, comarca del Narcea, Principado de Asturias, España.